# Satelit interior
În astronomie, un satelit interior este un satelit natural cu o mișcare retrogradă interioară, având o înclinație orbitală mai mică decât înclinația sateliților mai mari ai planetei-mamă. Se consideră că aceștia s-au format în același timp din materia care s-a coagulat pentru a forma planeta în jurul căruia se rotesc.